# 海南火麻树
海南火麻树（学名：Dendrocnide stimulans）为荨麻科火麻树属的植物，为中国的特有植物。分布在印度尼西亚、菲律宾、中南半岛、马来半岛、太平洋岛屿、台湾岛、海南岛以及中国大陆的广东等地，一般生长在山坡林下，目前尚未由人工引种栽培。

## 别名
海南艾麻（海南植物志） 狗狂叶（海南澄迈）

## 异名
- Laportea hainanensis Merr. et Metc.